# Értény
Értény község a Dél-Dunántúli régióban, Tolna vármegyében, a Tamási járásban.

## Fekvése
A Dunántúli-dombság Somogyi-dombságában, a Kánya-ér és a Jégveremi-árok találkozásánál fekszik. A vármegye nyugati részén, a megyeszékhelytől, Szekszárdtól kb. 60 km-re északnyugatra, illetve Tamásitól 16 km-re nyugat-délnyugati irányban található. Szomszédos települések: Koppányszántó, Nagykónyi.

## Megközelítése
Közigazgatási területén a Nagykónyi-Somogyacsa között húzódó, a 61-es főutat a 6505-ös úttal összekötő 6508-as út halad végig. Központja azonban zsákfalunak tekinthető, közúton csak az előbbi útból északnyugat felé kiágazó, mintegy 4 kilométer hosszú 65 154-es számú bekötőúton érhető el.

## Története
A település neve besenyő törzsnévből eredeztethető.
Lakosságát kezdetben valószínűleg I. (Szent) István királyhoz csatlakozó besenyő lovas katonai segédnépek alkották.
Értényről csak a 16. századtól maradtak fenn írásos emlékek. 1513-ban Héderváry Ferenc tamási és ozorai várkapitány birtoka volt.
1543-1544-ben került a török fennhatósága alá, és 1686-ig ott is maradt.
A XVII. században, 1622-ben  magyar részről már Eszterházy-uradalomként szerepel.
Az itt élő emberek megélhetésének alapját mindig az állattartás, a mezőgazdasági termékek, illetve a szőlő és bor előállítása képezte. Ehhez megfelelő feltételeket biztosítottak a kiváló minőségű termőföldek.
Értény jó adottságainak köszönhetően gyorsan fejlődött, így életképes parasztgazdaságok alakultak ki.

## Közélete

### Polgármesterei
- 1990–1994: Szalai József (független)[3]
- 1994–1998: Szalai József (független)[4]
- 1998–2002: Szalai József (független)[5]
- 2002–2006: Szalai József (független)[6]
- 2006–2010: Máj Zoltán (független)[7]
- 2010–2014: Máj Zoltán (független)[8]
- 2014–2019: Gománné Szabó Zsuzsanna (független)[9]
- 2019–2024: Gománné Szabó Zsuzsanna (független)[10]
- 2024– : Gománné Szabó Zsuzsanna (független)[1]

### Önkormányzat
A települési önkormányzat neve Értény Község Önkormányzata, címe: 7093 Értény, Béke tér 325/hrsz. Telefon- és faxszáma 74/476-495. A hivatalos helyi lap a negyedévente megjelenő Hírhozó. A településen Cigány Nemzetiségi Önkormányzat is működik.

## Népesség
A település népességének változása:
- 1840: 1270 fő
- 1910: 1706 fő
- 1940: 1590 fő
- 1983: 862 fő
- 1990 (népszámlálás): 721 fő
- 2001 (népszámlálás): 787 fő
- 2009: 773 fő

| Lakosok száma | 803  | 788  | 778  | 746  | 669  | 683  | 691  |
|               | 2013 | 2014 | 2015 | 2021 | 2022 | 2023 | 2024 |

A 2001-ben a lakosság kb. 97%-a magyarnak, kb. 2%-a cigánynak vallotta magát (ez a község hivatalos honlapja szerint 30%), míg 1% nem válaszolt.
A 2011-es népszámlálás során a lakosok 87,3%-a magyarnak, 0,4% bolgárnak, 27,9% cigánynak, 0,5% németnek mondta magát (12,3% nem nyilatkozott; a kettős identitások miatt a végösszeg nagyobb lehet 100%-nál).
2022-ben a lakosság 92,5%-a vallotta magát magyarnak, 30,5% cigánynak, 1,5% németnek, 0,7% egyéb, nem hazai nemzetiségűnek (6,4% nem nyilatkozott; a kettős identitások miatt a végösszeg nagyobb lehet 100%-nál). Vallásuk szerint 50,2% volt római katolikus, 1,6% református, 0,3% görög katolikus, 0,1% evangélikus, 0,7% egyéb keresztény, 0,7% egyéb katolikus, 12,1% felekezeten kívüli (34,1% nem válaszolt).

## Vallás
A 2001-es népszámlálás adatai alapján a lakosság kb. 80,5%-a római katolikus, kb. 3,5%-a református, kb. 1,5%-a görögkatolikus és kb. 0,5%-a evangélikus vallású. Nem tartozik semmilyen egyházhoz vagy felekezethez sem, illetve nem válaszolt kb. 14%.
2011-ben a vallási megoszlás a következő volt: római katolikus 73,7%, református 2,1%, evangélikus 0,4%, görögkatolikus 0,6%, felekezeten kívüli 6,4% (16,3% nem nyilatkozott).

### Római katolikus egyház
A Pécsi egyházmegye (püspökség) Dombóvári Esperesi Kerületébe tartozik, mint önálló plébánia. A plébániatemplom titulusa: Szent Márton. Római katolikus anyakönyveit 1746 óta vezetik.

### Református egyház
A Dunamelléki Református Egyházkerület (püspökség) Tolnai Református Egyházmegyéjébe (esperesség) tartozik. Nem önálló anyaegyházközség, csak szórvány.

### Evangélikus egyház
A Déli Evangélikus Egyházkerület (püspökség) Tolna-Baranyai Egyházmegyéjében (esperesség) lévő Tamási és Környéke Evangélikus Egyházközséghez tartozik, mint szórvány.

### Görögkatolikus egyház
A Szórvány Helynökség Budapesti Főesperességének Budai Esperesi Kerületében lévő Pécsi Paróchiához tartozik.

## Nevezetességei
- Római katolikus (Szent Márton-) templom: 1749-ben épült, barokk stílusban.
- Szentháromság-szobor.
- Várrom: Az egykori Kapuvár csekély maradványai.
- Első világháborús emlékmű.
- Második világháborús emlékmű.
- Kőkereszt.

## Rendezvények
- Aratóünnep: augusztus 20.
- Szüreti felvonulás.

## Híres emberek
- Endrődy János (1757, Értény - 1824, Kalocsa): piarista pap, tanár, író, színháztörténész.